# Stadtbrand von Ålesund

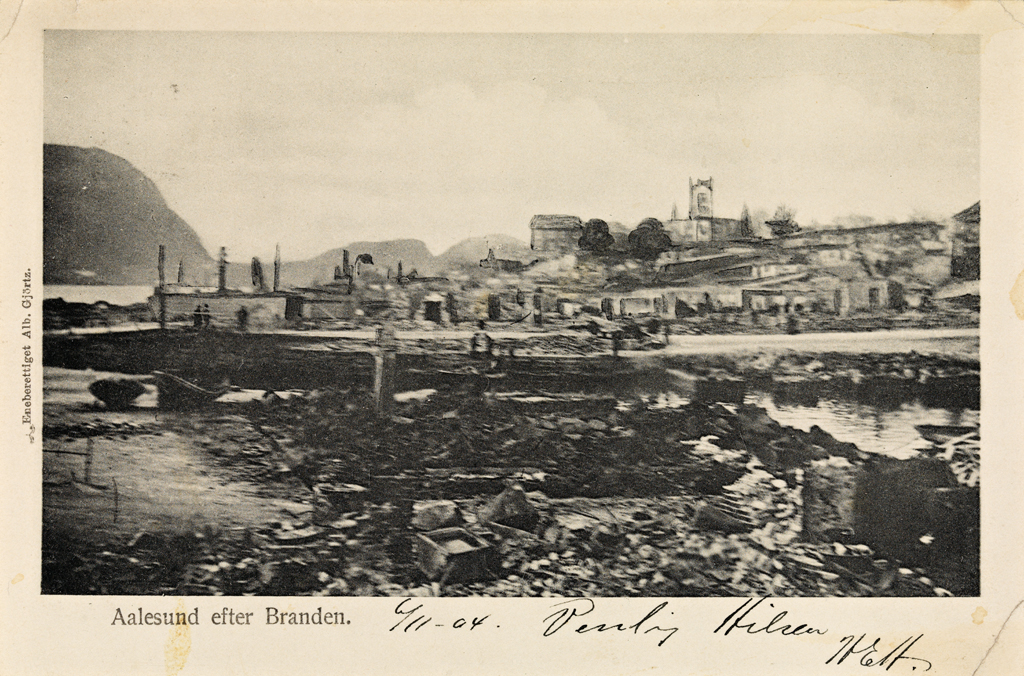
Ålesund nach dem Stadtbrand

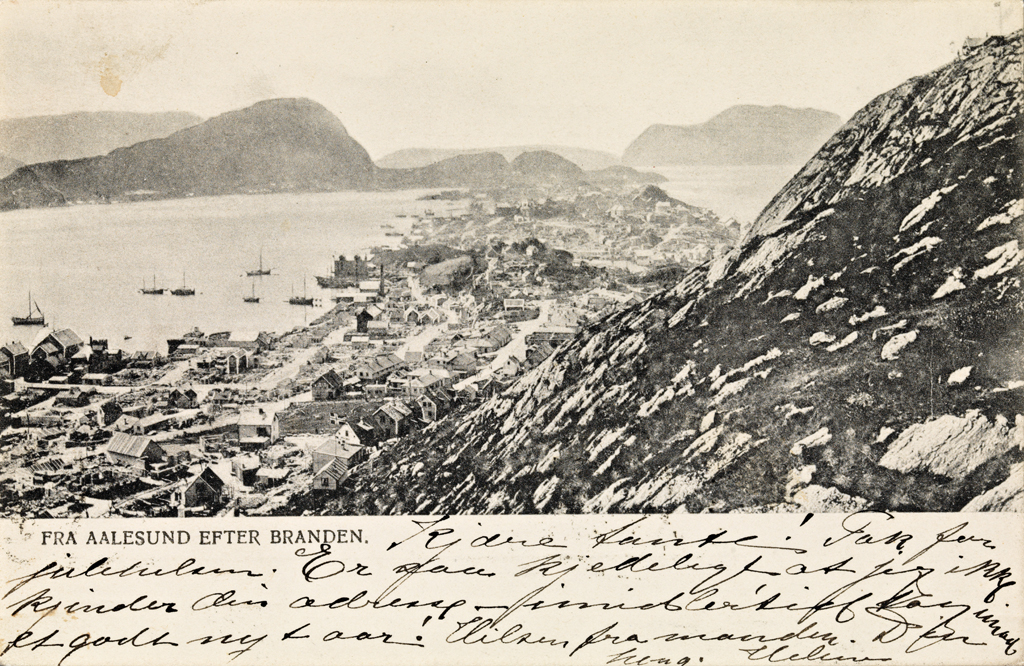
Blick über das zerstörte Ålesund

Beim Stadtbrand von Ålesund brannten im Jahr 1904 weite Teile der norwegischen Stadt Ålesund nieder.
Der Brand brach, verursacht durch eine in einer Margarinefabrik umgestürzte Petroleumlampe, in der Nacht auf den 23. Januar 1904 aus und erfasste fast den gesamten Kern der damals weitgehend aus Holz errichteten Stadt. Es wurden während des etwa 16 Stunden andauernden, von einem starken Sturm angefachten Feuers ungefähr 850 Häuser zerstört, wodurch ungefähr 10.000 Menschen ihre Wohnungen verloren. Trotz der großen Ausmaße des Brandes war nur ein Menschenleben zu beklagen. Eine ältere Dame kam am Lihaugen, ganz in der Nähe der Feuerwehrwache in der Innenstadt ums Leben. Sie hatte sich zwar zunächst in Sicherheit gebracht, war dann aber nochmal zurückgekehrt, um Dinge zu holen.
Erste internationale Hilfe erreichte Ålesund aus Deutschland. Kaiser Wilhelm II., ein großer Verehrer der nordischen Länder, veranlasste noch am Abend des 23. Januars abgehende Hilfslieferungen, die mit vier Schiffen der Reichsmarine aus Hamburg und Bremerhaven erfolgten. Neben Medikamenten und Lebensmitteln wurden auch Baumaterialien geliefert. Die Finanzierung erfolgte aus dem Privatvermögen des Kaisers. Außerdem finanzierten auch die Reedereien HAPAG und Norddeutsche Lloyd mit. Die Schiffe wurden für eine Übergangszeit als Notunterkünfte genutzt. In Erinnerung hieran ist eine Straße in Ålesund nach ihm benannt und mit dem Kaiser-Wilhelm-II.-Denkmal ein Denkmal des Kaisers errichtet.
Ålesund wurde innerhalb von sieben, nach anderen Angaben in drei Jahren, im Jugendstil wieder aufgebaut, der noch heute die Innenstadt maßgeblich prägt. Eine neue Bauvorschrift schrieb eine Bauweise aus Stein vor. Kleinere Teile der Stadt blieben vom Brand verschont, so Gebäude im Hafen wie das Kaihuset und das heutige Gebäude des Fischereimuseum Ålesund und im Osten der Stadt unter anderem das Waldehuset. Das in massiver Bauweise errichtete Gefängnis Ålesund brannte aus, die Gefangenen wurden jedoch zuvor vom Personal freigelassen.